# Mensa
Mensa (Men), a Meseta, é uma constelação do hemisfério celestial sul. O genitivo, usado para formar nomes de estrelas, é Mensae. O nome se originou do Monte Mesa, na Cidade do Cabo, África do Sul. Esta constelação contém parte da Grande Nuvem de Magalhães. (A outra parte está na constelação do Peixe Dourado).
As constelações vizinhas são o  Peixe Voador, o Peixe Dourado, a Hidra Macho, o Oitante e o Camaleão.
Junto com outras treze constelações, a Meseta foi definida pelo abade e  astrônomo francês Nicolas Louis de Lacaille, que passou os anos de 1751-1752 catalogando estrelas austrais na Cidade do Cabo, onde observava os céus do alto de Table Mountain, ou Monte Mesa (Mons Mensa). Em homenagem à montanha, Lacaille batizou uma de suas constelações com o nome, tornando-a a única das treze a não fazer referência a um instrumento científico ou artístico.
Mons Mensa pertence a uma cadeia de promontórios que termina, junto à costa, no famoso "Adamastor" da lenda lusitana ligada ao próprio Cabo da Boa Esperança, onde fica a Cidade do Cabo.
É uma constelação de estrelas muito fracas. A mais brilhante, α Mensae, possui magnitude 5.